# 里东戏台
里东戏台，位于中国广东省韶关市南雄市珠玑里东街，现为南雄市文物保护单位，类型为古建筑，公布时间为1995年7月21日。
里东戏台的历史年代为清代。